# سانتياغو سانز
سانتياغو سانز (بالإسبانية: Santiago Sanz Quinto)‏ هو منافس ألعاب قوى إسباني، ولد في سبتمبر 1980 في ألباتيرا في إسبانيا.